# Shunting-yard-Algorithmus

Grafische Illustration des Algorithmus als 3-Weg-Weichenstellung

Der Shunting-yard-Algorithmus (deutsch: Rangierbahnhof-Algorithmus) ist eine Methode, um mathematische Terme von der Infixnotation in die umgekehrte polnische Notation oder in einen abstrakten Syntaxbaum zu überführen. Der Algorithmus wurde von Edsger W. Dijkstra erfunden und mit englisch shunting yard ‚Rangierbahnhof‘ benannt, weil er in seiner Arbeitsweise an einen Rangierbahnhof erinnert.

## Funktionsweise
Der Shunting-yard-Algorithmus benötigt für die Konversion sowohl eine Input- als auch eine Outputqueue sowie einen Stack, der für das Zwischenspeichern der Operatoren benötigt wird. Der Inputstring wird zeichenweise gelesen, wobei alle Zahlen direkt und in derselben Reihenfolge in die Ausgabevariable geschrieben werden. Falls das anstehende Zeichen ein Operationszeichen ist, wird es auf den Operatorenstack gelegt. Falls bereits ein Operator auf dem Stack liegt, wird anhand der Operatorrangfolge und der Operatorassoziativität entschieden, ob der neue Operator direkt auf den Stack gelegt wird oder ob der Stack zuerst in den Output geleert wird.
Öffnende Klammern werden ebenfalls auf den Operatorstack gelegt, allerdings werden sie beim Entfernen nicht in den Outputstream geschrieben. Bei schließenden Klammern wird der Stack bis zum Antreffen einer öffnenden Klammer geleert; sollte keine öffnende Klammer gefunden werden, ist der Inputstring unvollständig, wobei allerdings die Fehlerbehandlung nicht durch den Algorithmus definiert wird.

## Im Detail
Es folgt ein deutscher Pseudocode, der in die meisten Programmiersprachen einfach übersetzt und angepasst werden kann.
```
Stack
 (mit 
LIFO
-Prinzip) sowie Ausgabe
queue
 (mit 
FIFO
-Prinzip) anlegen.

SOLANGE
 Tokens verfügbar sind:
    Token einlesen.
    
WENN
 Token IST-Zahl:
        Token ZU Ausgabe.
    
ENDEWENN

    
WENN
 Token IST-Funktion:
        Token ZU Stack.
    
ENDEWENN

    
WENN
 Token IST-Argumenttrennzeichen:
        
BIS
 Stack-Spitze IST öffnende-Klammer:
            Stack-Spitze ZU Ausgabe.
            
FEHLER-BEI
 Stack IST-LEER:
                
GRUND
 (1) Ein falsch platziertes Argumenttrennzeichen.
                
GRUND
 (2) Der schließenden Klammer geht keine öffnende voraus.
            
ENDEFEHLER

        
ENDEBIS

    
ENDEWENN

    
WENN
 Token IST-Operator
        
SOLANGE
 Stack IST-NICHT-LEER 
UND

                Stack-Spitze IST Operator 
UND

                (
Präzedenz
 von Token IST-KLEINER Präzedenz von Stack-Spitze 
ODER

                 
Präzedenz
 von Token IST-GLEICH Präzedenz von Stack-Spitze 
UND

                 Token IST-
linksassoziativ
)
            Stack-Spitze ZU Ausgabe.
        
ENDESOLANGE

        Token ZU Stack.
    
ENDEWENN

    
WENN
 Token IST öffnende-Klammer:
        Token ZU Stack.
    
ENDEWENN

    
WENN
 Token IST schließende-Klammer:
        
BIS
 Stack-Spitze IST öffnende-Klammer:
            
FEHLER-BEI
 Stack IST-LEER:
                GRUND (1) Der schließenden Klammer geht keine öffnende voraus.
            
ENDEFEHLER

            Stack-Spitze ZU Ausgabe.
        
ENDEBIS

        Stack-Spitze (öffnende-Klammer) entfernen
        
WENN
 Stack-Spitze IST-Funktion:
            Stack-Spitze ZU Ausgabe.
        
ENDEWENN

    
ENDEWENN

ENDESOLANGE

BIS
 Stack IST-LEER:
    
FEHLER-BEI
 Stack-Spitze IST öffnende-Klammer:
        GRUND (1) Es gibt mehr öffnende als schließende Klammern.
    
ENDEFEHLER

    Stack-Spitze ZU Ausgabe.

ENDEBIS
```

Dieser Algorithmus setzt voraus, dass alle Tokens vom Parser richtig erkannt werden und gültig sind. Insbesondere die Überlagerung (Vorzeichen versus Operator) der Zeichen „+“ und „−“ übernimmt dieser Algorithmus nicht. Ein Konflikt von rechts- und linksassoziativen Operatoren mit gleicher Präzedenz wird nicht abgefangen.
Der „lesende“ Zugriff auf den Stack (z. B. bei „Stack-Spitze IST“) und der „nehmende“ (bei „Stack-Spitze ZU“) werden vorausgesetzt.
Vorausgesetzte Funktionen sind:
- Erkennen von (vorzeichenbehafteten) Zahlen
- Erkennen von Funktionen
- Erkennen von Argumenttrennzeichen
- Erkennen von Operatoren
- Feststellen der Operatorassoziativität
- Feststellen der Operatorpräzedenz (hier bedeutet höhere Präzedenz eine stärkere Bindung), die Präzedenz einer Funktion ist maximal

## Beispiele
Die folgenden in Infixnotation gegebenen Rechnungen sollen umgeformt werden. Es wird dokumentiert, was geschieht.
Präzedenzen: (+,−) < (·,:) < (^) < Funktionen

### (3 + 4)(5 − 6)
1. Tokens zusammenfassen: (3+4)(5−6) (Hier: Jedes Zeichen ist ein Token)
2. ( auf den Stack
3. 3 zur Ausgabe
4. + auf den Stack
5. 4 zur Ausgabe
6. ):
  1. + zur Ausgabe
  2. ( vom Stack entfernen
7. Operator erwartet, aber ( gefunden:
  1. implizites · auf den Stack
  2. ( auf den Stack
8. 5 zur Ausgabe
9. − auf den Stack
10. 6 zur Ausgabe
11. ):
  1. − zur Ausgabe
  2. ( vom Stack entfernen
12. Ende: · zur Ausgabe

Ausgabe:34+56−·

### 1 + 2 − 3 · 4 + 5^6^7 · 8 − 9
1. Tokens zusammenfassen: 1+2−3·4+5^6^7·8−9 (Hier: Jedes Zeichen ist ein Token)
2. 1 zur Ausgabe
3. + auf den Stack
4. 2 zur Ausgabe
5. −:
  1. + zur Ausgabe
  2. − auf den Stack
6. 3 zur Ausgabe
7. · auf den Stack
8. 4 zur Ausgabe
9. +:
  1. · zur Ausgabe
  2. − zur Ausgabe
  3. + auf den Stack
10. 5 zur Ausgabe
11. ^ auf den Stack
12. 6 zur Ausgabe
13. ^ auf den Stack (^ ist rechtsassoziativ)
14. 7 zur Ausgabe
15. ·:
  1. ^ zur Ausgabe
  2. ^ zur Ausgabe
  3. · auf den Stack
16. 8 zur Ausgabe
17. −:
  1. · zur Ausgabe
  2. + zur Ausgabe
  3. − auf Stack
18. 9 zur Ausgabe
19. Ende: − zur Ausgabe

Ausgabe: 12+34·−567^^8·+9−
Explizit geklammert ([(1 + 2) − (3·4)] + {[5^(6^7)]·8}) − 9 ist dies möglicherweise einfacher nachzuvollziehen.

### cos(1 + sin(ln(5) − exp(8))^2)
1. Tokens zusammenfassen: cos ( 1 + sin ( ln ( 5 ) − exp ( 8 ) ) ^ 2 )
2. cos auf den Stack
3. ( auf den Stack
4. 1 zur Ausgabe
5. + auf den Stack
6. sin auf den Stack
7. ( auf den Stack
8. ln auf den Stack
9. ( auf den Stack
10. 5 zur Ausgabe
11. ):
  1. oberste ( vom Stack entfernen
  2. ln zur Ausgabe
12. – auf den Stack
13. exp auf den Stack
14. ( auf den Stack
15. 8 zur Ausgabe
16. ):
  1. oberste ( vom Stack entfernen
  2. exp zur Ausgabe
17. ):
  1. – zur Ausgabe
  2. oberste ( vom Stack entfernen
  3. sin zur Ausgabe
18. ^ auf den Stack
19. 2 zur Ausgabe
20. ):
  1. ^ zur Ausgabe
  2. + zur Ausgabe
  3. oberste ( vom Stack entfernen
  4. cos zur Ausgabe
21. Ende: Keine übrigen Elemente im Stack, also fertig!

Ausgabe: 15ln8exp−sin2^+cos